# 모니카 (가수)
모니카(Monica, 1980년 10월 24일 ~ )는 미국의 싱어송라이터이다.